# Henochilus wheatlandii
Henochilus wheatlandii es una especie de peces de la familia Characidae en el orden de los Characiformes, es la única especie del género Henochilus.

## Morfología
Los machos pueden llegar alcanzar los 41,3 cm de longitud  total.

## Hábitat
Vive en zonas de clima tropical.

## Alimentación
Come plantas.

## Distribución geográfica
Se encuentran en Sudamérica: cuencas de los ríos Mucuri y Doce (Brasil).